# Stjepan Hosu
Stjepan Hosu (30. jul 1913, Andrijaševci, Austrougarska – 1. april 1985, Zagreb, SFRJ) je bio hrvatski klasični filolog, prevodilac i pedagog. 

## Biografija
Rodio se u Andrijaševcima 30. jula 1913. godine. Narodnu školu završio je u rodnom mestu a zatim je otišao u franjevačku gimnaziju u Travnik odakle se vratio kući. Gimnaziju je nastavio u Vinkovcima krajem 20-ih, a završio je u Zagrebu 1933. godine. Studije klasične filologije završio je na Filozofskom fakultetu u Zagrebu 1937. Službovao je u Prosvetnom zavodu u Zagrebu, u gimnaziji na Sušaku (Rijeka). Radio je kao asistent na Filozofskom fakultetu, od 1945. do 1976. na Srednjoj verskoj školi u Zagrebu, pa do 1980. u Hrvatskom književnom društvu sv. Ćirila i Metodija (sv. Jeronima). Od pojave Glasa koncila 1963. do penzionisanja bio je njegov lektor.

## Dela
Uz nastavnički i lektorski rad Stjepan Hosu se bavio prevođenjem sa grčkog, latinskog, nemačkog, francuskog i engleskog. 
Prva prevedena knjiga – Gustav Švab: Najlepše priče klasične starine (Die schönsten Sagen des klassischen Altertums) – izašla je u izdanju zagrebačke „Mladosti“ 1952. godine. Skraćena i znatno prerađena izašla je knjiga još tri puta kod istog izdavača (1961, 1965. i 1974), a puno izdanje, revidirano, jezički doterano i bogato ilustrovano pojavilo se 1985. Hosu nije Švaba tek preveo, nego je, sledeći autorov metod, pronašao gotovo svaku rečenicu Švabovog teksta u originalima klasičnih autora, uporedio je i ispravio Švaba ili njegove izdavače, ako je ustanovio da se radi o očitoj grešci ili zabuni. Ovo standardno izdanje doživelo je niz novih izdanja (Zagreb: GZH, 1987, 1989; DiVič, 2000; Mostar: Grafex, 2002; Zagreb: Globus media, 2004-2005; Niš: Niški kulturni centar, 2004).
Drugo prevedeno delo bilo je takođe sa područja antike – Gaj Svetonije Trankvil: Dvanaest rimskih careva (De vita Caesarum, Zagreb: IBI, 1956; drugo izdanje: Zagreb: Naprijed, 1978). Zatim je došao na red čitav niz prevoda verskih klasika i popularne, mahom verske, literature:
- Sveta Terezija od Deteta Isusa (svetovno ime: Thérèse Martin): Povijest jedne duše (L'Histoire d'une Âme, Zagreb: Glas Koncila, 1961, 1968, 1970, 1975, 1984, 1989, 1997, 2005);
- Johanes Lepih (Johannes Leppich): Razmišljanja na asfaltu (Meditationen auf dem Asphalt, Đakovo: Biskupsko bogoslovno sjemenište, 1965);
- Anri Daniel-Rop (Henri Daniel-Rops) (pravo ime: Henry Jules Charles Petiot): Život Isusa Krista (Brève histoire du Christ-Jésus, Vinkovci: L. Vincetić, 1967; Split: Verbum, 2003);
- Fulton Dž. Šin (Fulton J. Sheen): Himna života (Life Is Worth Living, Đakovo: I. Ćavar i dr., 1967);
- Ferdinand Holbek (Ferdinand Holböck): Credimus. Ispovijest vjere Pavla VI. (Credimus. Kommentar zum Credo Pauls VI, Zagreb: HKD sv. Ćirila i Metoda, 1971);
- Hajnrih Bel (Heinrich Böll): Kruh ranih godina (Das Brot der frühen Jahre, Zagreb: HKD sv. Ćirila i Metoda, 1972);
- Aurelije Avgustin: Ispovijesti (Confessiones, Zagreb: Kršćanska sadašnjost, 1973, 1982, ?, 1987, 1991, 1994, 1997, 1999, 2002, 2007);
- Franc Vajser (Franz Weiser): Svjetlo planina (Das Licht der Berge, Zagreb: HKD sv. Ćirila i Metoda, 1981; Đakovo: Biskupski ordinarijat, 1982?, 1983, 1988; Đakovo: UPT, 1994, 2004);
- Franc Vajser: Sin bijelog poglavice (Der Sohn des weißen Häuptlings, Đakovo: Biskupski ordinarijat, 1981, 1988);
- Franc Vajser: Putovanje Waltera Klingera oko svijeta (Walter Klingers Weltfahrt, Đakovo: Biskupski ordinarijat, 1982, ?, 1988).

Za najrasprostranjeniju hrvatsku Bibliju u izdanju „Stvarnosti“ (1968.) preveo je Prvu i Drugu knjigu o Samuelu, i sa Josipom Tabakom obavio sveukupnu lekturu prevoda. 
Za drugi tom zbirke Povijesti svjetske književnosti (izdanje „Liber-Mladost“) napisao je poglavlje o srednjovekovnoj latinskoj književnosti (Zagreb, 1977), a u zbirci Hermana Dilsa Predsokratovci (Die Fragmente der Vorsokratiker, Zagreb: Naprijed, 1983) preveo je sa grčkog fragmente Filolaja, Arhite, Anaksagore i tridesetak manjih filozofa. Prevodio je i manje odlomke grčkih i latinskih autora za neka izdanja „Školske Knjige“ u Zagrebu. 
Umro je u Zagrebu 1. aprila 1985.